# Termometar
Termometar (franc. thermomètre od grč. θέρμη: toplo + μετρέω: mjerim) je mjerni instrument za mjerenje temperature (u razgovornom se jeziku redovito naziva i toplomjerom kada je riječ o onom za mjerenje tjelesne temperature). Osniva se na činjenici da se dva tijela dovode na istu ravnotežnu temperaturu (toplina), pa je temperatura koju pokazuje ujedno i temperatura tijela s kojim je on u dodiru. Mjerenje temperature svodi se na mjerenje termometrijskoga svojstva. Termometri mogu pokazivati temperaturu u nekoliko temperaturnih ljestvica.

## Vrste termometara
Termometrija koristi niz termometrijskih svojstava, pojava koje ovise o promjeni temperature i pogodne su za mjerenje temperature, na primjer povećanje obujma ili volumena (živin termometar, termometar s alkoholom, plinski termometar) ili duljine (metalni termometar), promjena tlaka (plinski termometar), električnoga otpora (otporni termometar), termoelektričnoga napona (termoelement) ili jakosti (intenziteta) i frekvencije elektromagnetskog zračenja što ga neko tijelo emitira (pirometar).

### Termometar s tekućinom
Termometar s tekućinom služi za mjerenje temperature u rasponu od približno – 200 do + 600 °C. Sastoji se od posudice s tekućinom povezane s evakuiranom staklenom kapilarnom cijevi. Zbog većega toplinskog rastezanja tekućine prema staklu, s rastom temperature podiže se razina tekućine u graduiranoj kapilari. Kao tekućina najčešće se rabi živa (živin termometar), a za niže temperature alkohol (termometar s alkoholom) i neki drugi organski spojevi.

#### Bourdonov termometar
Bourdonov termometar se sastoji od spiralne metalne cijevi (kapilarne cijevi), ručice, ljestvice i kazaljke. Spiralna metalna cijev (koja se nalazi u termometru ili kućištu) je izvučena van i spaja se na sondu (koja je olovna, bakrena ili platinska), a punjena je najčešće živom. Ovo su stari termometri koji su se koristili najčešće za grijanje velikih prostorija (plastenici i staklenici, velike dvorane koje koriste centralno grijanje, i tako dalje) putem termogena (uređaji koji koriste instrumente plamenike za dovod i sagorijevanje goriva u njima). Ovaj termometar je sve više zamijenjen suvremenijim digitalnim termometrom.

### Bimetalni termometar
Bimetalni termometar sastoji se od dviju uskih traka od različitih metala, čvrsto priljubljenih jedna uz drugu i savijenih u spiralu. Kada se temperatura povećava, različito rastezanje dvaju metala uzrokuje izvijanje bimetalne trake, što se prenosi na kazaljku.

### Plinski ili tlačni termometar
Tlačni termometar djeluje na temelju ovisnosti tlaka tekućine, plina ili pare o temperaturi. Služi uglavnom za mjerenje temperature u industriji u području od – 200 do + 600 °C. Plinski termometar najosjetljiviji je mjerni instrument za mjerenje temperature i može se koristiti za umjeravanje drugih termometara.

### Otporni termometar
Otporni termometar koristi se promjenom električnog otpora metala ili poluvodiča s temperaturom. Platinski termometri mogu se upotrebljavati širokom temperaturnom području, od – 200 °C do oko 1 000 °C. Termometri s termistorima kojima električni otpor brzo pada s porastom temperature mogu točno mjeriti vrlo male temperaturne razlike. Obično se radi tako da se kod dane temperature mjerni instrument na termometru postavi u ravnotežni (nulti) položaj. Kada se temperatura promijeni, potrebno je potenciometrom promijeniti otpor kako bi se ponovno uspostavila ravnoteža; zakretanje potenciometra obično je umjereno (baždareno) u temperaturnim stupnjevima. Tom se kompenzacijskom metodom izbjegavaju mnoge pogreške koje mogu nastati pri izravnom očitanju na graduiranoj ljestvici instrumenta.

### Maksimalni i minimalni termometri
Maksimalni i minimalni termometri mjere maksimalnu, odnosno minimalnu temperaturu u nekom vremenskom rasponu (intervalu). To mogu biti bilo koji od nabrojenih vrsta, ali se u tu svrhu najčešće rabe termometri s tekućinom. Ako se na primjer takvim termometrom želi mjeriti maksimalna temperatura u nekom vremenskom razdoblju, tada se u kapilaru umeće neka prepreka, tako da se tekućina, na primjer živa, može po njoj podizati, ali se ne može sama od sebe spuštati (na primjer liječnički termometar, odnosno toplomjer). Takvi termometri često služe i za održavanje konstantne temperature (temperaturna regulacija). Najjednostavniji temperaturni regulator ima u cijevi sa živom utaljene dvije elektrode, od kojih jedna leži u živi. Kada temperatura poraste iznad određene vrijednosti, živa zbog povećanoga volumena obuhvati i drugu elektrodu, struja poteče krugom i prekine strujni krug za grijanje.

#### Maksimum termometar
Često je potrebno znati najvišu temperaturu u nekom vremenskom razmaku, na primjer u toku 24 sata, što je naročito važno u meteorologiji. U tu svrhu služi nam maksimum termometar. Kod tog termometra izlazi iz posudice u cijev stakleni štapić manjeg promjera od promjera cijevi, pa živa iz posudice ima vrlo uzak prolaz. Pri rastezanju živa prolazi kroz usku pukotinu, ali se pri stezanju živina nit prekine i živa se ne može vratiti u posudicu, te pokazuje maksimalnu temperaturu. Kod ponovne upotrebe termometar se mora stresti tako da živa padne u posudicu. Na ovom principu građen je i liječnički termometar kojim se mjeri temperatura ljudskog tijela.

#### Minimum termometar
Minimum termometar pokazuje najnižu temperaturu u nekom proteklom vremenu. Takav je termometar građen isto kao i maksimum termometar, samo je punjen alkoholom i u njemu se nalazi tanki stakleni štapić. Kad temperatura raste, alkohol prolazi uz štapić, a kad temperatura pada, alkohol povlači za sobom štapić zbog napetosti površine. Položaj štapića pokazuje najnižu temperaturu. Ovaj se termometar upotrebljava u vodoravnom položaju, pa se kod ponovne upotrebe mora toliko nagnuti da štapić dođe na kraj alkoholne niti. 
Ljestvica termometra za posebne svrhe ne obuhvaća cijeli osnovni razmak, nego samo one temperature koje za tu svrhu dolaze u obzir. Tako ljestvica liječničkog termometra ide samo od 35 °C do 42 °C, a ljestvica termometra za mjerenje temperature zraka od -35 °C do +50 °C. 

### Pirometar
Pirometar je mjerni instrument za mjerenje visokih temperatura, najčešće u pećima za taljenje materijala ili za pečenje keramike. Najvažniji su tipovi termoelektrični (za temperature do 1 600 °C), optički i radijacijski (za temperature do 3 000 °C). Termoelektrični pirometar radi na principu mjerenja električnog napona termočlanka, izravno izloženog utjecaju topline, a mjerni instrument umjeren je tako da pokazuje temperaturu. Optički i radijacijski pirometri temelje se na ovisnosti zračene energije (toplinsko zračenje) zagrijanoga tijela o njegovoj temperaturi. Optički pirometar s pomoću filtra propušta samo određeno područje zračenja i služi uspoređivanju boje toga zračenja s užarenom volframovom niti. Struja kojom se žari nit može se mijenjati (varirati) promjenama električnog napona, a instrument koji mjeri struju umjeren je u temperaturnim stupnjevima. Temperatura se očitava kada se boja zračenja i niti izjednače. Kod radijacijskoga pirometra energija zračenja dovodi se s pomoću optičkog sustava na jedan kraj termočlanka. Instrument koji mjeri napon toga termočlanka umjeren je u temperaturnim stupnjevima.

### Termočlanak
Termočlanak ili termoelement je vrsta termometra namijenjena pretežno mjerenju viših temperatura (do 1 500 °C), a osniva se na Seebeckovu učinku ili Seebeckovu efektu, to jest pojavi da u dva vodiča od različita materijala, kojima su krajevi spojeni, nastaje električni napon, odnosno teče električna struja, ako su spojevi na različitim temperaturama. Nastali napon ramjeran (proporcionalan) je razlici temperature između toplijeg i hladnijega spoja vodiča. Ako se hladniji spoj rastavi i slobodni krajevi vodiča priključe na voltmetar, kojemu je za tu svrhu ljestvica umjerena u temperaturnim stupnjevima, može se na njemu izravno očitati temperaturna razlika. Različiti parovi materijala (termoparovi) daju različite napone za istu razliku temperature, pa se najčešće odabiru oni koji u određenom području temperature daju najveće napone. Najpoznatiji su termoparovi željezo-konstantan, platina-platinarodij, nikal-kromnikal i bakar-konstantan. Termoparovi se zaštićuju od štetnih kemijskih utjecaja materijala kojima se temperatura mjeri zaštitnom cijevi od metala ili keramike. Više termoelemenata spojenih u seriju tvore termobateriju, koja može služiti kao izvor napona.

### Geotermometar
U meteorologiji se živini termometri upotrebljavaju i za mjerenje temperature tla (takozvani geotermometri), za mjerenje temperature vode jezera, rijeka i mora (staklena cijev smještena je u posebno metalno kućište - crpku s gumenom oblogom).

#### Električni termometar
Električni termometri odlikuju se velikom osjetljivošću, a senzori su im vrlo tanka platinska žica (platinski termometri) ili termoelementi. Platinski termometar djeluje na osnovu promjene električnog otpora platinske žice zbog promjene temperature. Promjena električnog otpora žice mjeri se galvanometrom umjerenim (baždarenim) u Celzijevim stupnjevima. Termometri s termoelementima mjere galvanometrom elektromotornu silu koja nastaje kad postoji razlika u temperaturi između dvaju spojišta termoelemenata.

## Umjeravanje termometra
Umjeravanje termometra ili baždarenje termometra je postupak kojim se utvrđuje povezanost između vrijednosti temperature očitane na umjeravanom termometru i vrijednosti očitane s pomoću pouzdano točnoga termometra. Nekada su se za umjeravanje rabili plinski standardni termometri, a od 1927. za niže temperature upotrebljava se standardni platinski otporni termometar, a za više temperature mjerodavna je standardna točka taljenja zlata (1 063 °C), jedna od takozvanih sekundarnih čvrstih točaka.

## Temperaturne ljestvice
Temperaturna ljestvica je ljestvica u različitim mjernim jedinicama temperature, koja se upotrebljava na termometru ili za grafičko prikazivanje termodinamičke i empirijske temperature. Kroz povijest je bilo nekoliko temperaturnih ljestvica i njihovih mjernih jedinica. Kod nas se upotrebljavaju temperaturne ljestvice u Celzijevim stupnjevima (oznaka °C) ili u kelvinima (oznaka K). U engleskom govornom području još se upotrebljavaju: Fahrenheitov stupanj (oznaka °F ili deg) i Rankineov stupanj (oznaka °R). Više se ne upotrebljava jedinica temperature Réaumurov stupanj (oznaka °Ré).

### Celzijeva temperaturna ljestvica
Celzijeva temperaturna ljestvica (prema A. Celsiusu) nastala je 1742. iskustveno (empirijski) na termometru sa živom, odabiranjem ledišta vode i standardnoga vrelišta vode za temeljne temperature (čvrste termometrijske točke), te podjelom toga temperaturnog razmaka na stotinu dijelova. Tako je ledištu vode (1745.) pridružena vrijednost 0 °C, a standardnomu vrelištu 100 °C, te je jednaka podjela produžena prema višim, a s negativnim predznakom prema nižim temperaturama.

### Kelvinova temperaturna ljestvica
Kelvinova temperaturna ljestvica (W. Thomson ili lord Kelvin) nastala je na temelju termodinamičkih zakona, pridruživanjem temperaturi trojnoga stanja vode vrijednosti Tt = 273,16 K. Ta je temperatura neznatno (0,01 K) viša od temperature ledišta vode, a može se znatno točnije odrediti. Ljestvica je nastala primjenom Celzijevih stupnjeva za temperaturne raspone, tako da je najniža moguća temperatura u prirodi, apsolutna nula temperature, uzeta za početak ljestvice i označena 0 K. Zato su mjerne jedinice kelvin i Celzijev stupanj jednake (1 K = 1 °C), ali je ista temperatura izražena različitim iznosima u kelvinima i u Celzijevim stupnjevima.

### Fahrenheitova temperaturna ljestvica
Fahrenheitova temperaturna ljestvica (D. G. Fahrenheit) nastala je 1714. iskustveno (empirijski) na termometru s alkoholom, odabirom temperature smjese salmijaka (amonijeva klorida) i leda (oko –18 °C), te temperature zdravoga ljudskog tijela (oko 37 °C) za temeljne temperature. Pridružene su im vrijednosti 0 °F i 100 °F, te je takva podjela produžena prema višim, a s negativnim predznakom prema nižim temperaturama. U toj ljestvici ledište vode je na 32 °F, standardno vrelište vode na 212 °F, takozvana sobna temperatura (20 °C) iznosi 68 °F, i tako dalje.

### Rankineova temperaturna ljestvica
Rankineova temperaturna ljestvica (W. J. M. Rankine) nastala je jednako kao i Kelvinova, s time da je temperaturi trojnoga stanja vode pridružena vrijednost Tt = 491,688 °R. Nastala je primjenom Fahrenheitovih stupnjeva, tako da je apsolutna nula uzeta za početak ljestvice i označena 0 °R. Zato su jedinice Rankineov i Fahrenheitov stupanj jednake (1 °R = 1 °F), ali je ista temperatura izražena različitim iznosima u jednim i u drugim stupnjevima.

### Réaumurova temperaturna ljestvica
Réaumurova temperaturna ljestvica (R. A. F. de Réaumur) nastala je 1730. iskustveno (empirijski) na termometru s mješavinom alkohola i vode, odabiranjem ledišta vode i standardnoga vrelišta vode za temeljne temperature. Za stupanj te ljestvice uzeta je promjena temperature za koju se volumen termometrijske tekućine promijenio za 1‰, pa je ledištu vode pridružena vrijednost 0 °Ré, a standardnomu vrelištu 80 °Ré. 

### Tablica pretvorbe između jedinica za temperaturu
Jednadžbe za pretvaranje brojevnih vrijednosti uobičajenih temperaturnih ljestvica:
K = °C + 273,15
°C = 5/9 · (°F - 32)
°F = °C/0,55 + 32  ili preciznije :°F = °C/(5/9) + 32 
Tablica koja prikazuje neke često korištene temperature s vrijednostima izraženim na raznim temperaturnim ljestvicama:
| Opis                                            | Kelvinova | Celzijeva | Fahrenheitova | Rankineova | Delisleova | Newtonova | Réaumurova | Rømerova |
| ----------------------------------------------- | --------- | --------- | ------------- | ---------- | ---------- | --------- | ---------- | -------- |
| Apsolutna nula                                  | 0         | -273,15   | -459,67       | 0          | 559,725    | -90,14    | -218,52    | -135,90  |
| Fahrenheitova mješavina leda i soli             | 255,37    | -17,78    | 0             | 459,67     | 176,67     | -5,87     | -14,22     | -1,83    |
| Talište leda/ledište vode (pri normalnom tlaku) | 273,15    | 0         | 32            | 491,67     | 150        | 0         | 0          | 7,5      |
| Temperatura ljudskoga tijela                    | 310,15    | 37        | 98,6          | 558,27     | 94,5       | 12,21     | 29,6       | 26,925   |
| Vrelište vode                                   | 373,15    | 100       | 212           | 671,67     | 0          | 33        | 80         | 60       |
| Talište titanija                                | 1941      | 1668      | 3034          | 3494       | -2352      | 550       | 1334       | 883      |